# True Romance (album, Estelle)
True Romance je čtvrté studiové album anglické zpěvačky Estelle. Vydáno bylo 17. února 2015 společností Established 1980 Records a na jeho produkci se podíleli Kibwe „12Keyz“ Luke, Best Kept Secret, Darhyl „Hey DJ“ Camper Jr., D. Smith, Ivan Barias, Josiah Bell, J.U.S.T.I.C.E. League, Johnny Black, Keith Harris, Myles William , Sharif „Reefa“ Slater a Soundwavve. Ještě před vydáním alba, konkrétně v září 2014, vyšly dva singly z alba nazvané „Make Her Say (Beat It Up)“ a „Conqueror“. Autorkou obalu alba je Rebecca Sugar. Album se umístilo na 31. příčce hitparády Top R&B/Hip-Hop Albums časopisu Billboard.

## Seznam skladeb
1. Time After Time – 3:49
2. Conqueror – 4:27
3. Something Good / Devotion (Passion Interlude) – 6:10
4. Make Her Say (Beat It Up) – 2:38
5. Time Share (Suite 509) – 4:50
6. The Same – 4:23
7. Fight for It – 4:01
8. Silly Girls – 3:26
9. Gotcha Love – 3:25
10. She Will Love – 3:40
11. All That Matters – 4:06